# Euphronia
Euphronia — це рід трьох видів чагарників, що походять із північної частини Південної Америки, і є єдиним родом родини Eupphroniaceae. Раніше його класифікували в родині Vochysiaceae та в інших місцях через його унікальні флористичні особливості, але система APG III 2009 року визнала Euphroniaceae окремими та помістила Euphronia до нього. Згідно з молекулярними даними гена rbcL, він є сестрою Chrysobalanaceae.